# キム・キャトラル
キム・キャトラル（Kim Cattrall, IPA：kəˈtræl、1956年8月21日 - ）は、イギリス出身の女優。HBOホームコメディ/ロマンスシリーズ『セックス・アンド・ザ・シティ』のサマンサ・ジョーンズ役や1980年代の映画『ポリス・アカデミー』『ゴーストハンターズ』の主要人物を演じたことで知られている。

## 来歴

### 生い立ち
イギリスのリヴァプールで生まれるが、子供の頃にカナダのバンクーバーに移住。11歳でロンドンに渡り、演劇学校で学ぶ。数年後にバンクーバーに戻り、高校卒業後には奨学金を得てニューヨークのアメリカ演劇アカデミーで学ぶことになる。

### キャリア
アメリカ演劇アカデミー在学中にプロデューサーのオットー・プレミンジャーに認められてデビュー。1975年に『ローズバッド』で映画デビュー。『刑事コロンボ シーズン7 44話「攻撃命令」』等多くのテレビにゲスト出演もしている。1980年代には『ポーキーズ』や『ポリスアカデミー』などのコメディ映画で活躍。また、舞台にも多く立っている。
1991年に人気シリーズ『スタートレックVI 未知の世界』に出演し、ヴァルカン人士官ヴァレリスを演じた。
1997年から始まったテレビドラマシリーズ『セックス・アンド・ザ・シティ』ではPR会社の社長サマンサ・ジョーンズを演じ、番組のヒットに伴って世界的に知られるようになった。その後の映画版2作にも出演。
2020年の主演ドラマ『フィルシー・リッチ』ではプロデューサーの一人としても参加。
2023年、Netflix制作の『グラマラス』に主演。

## 私生活

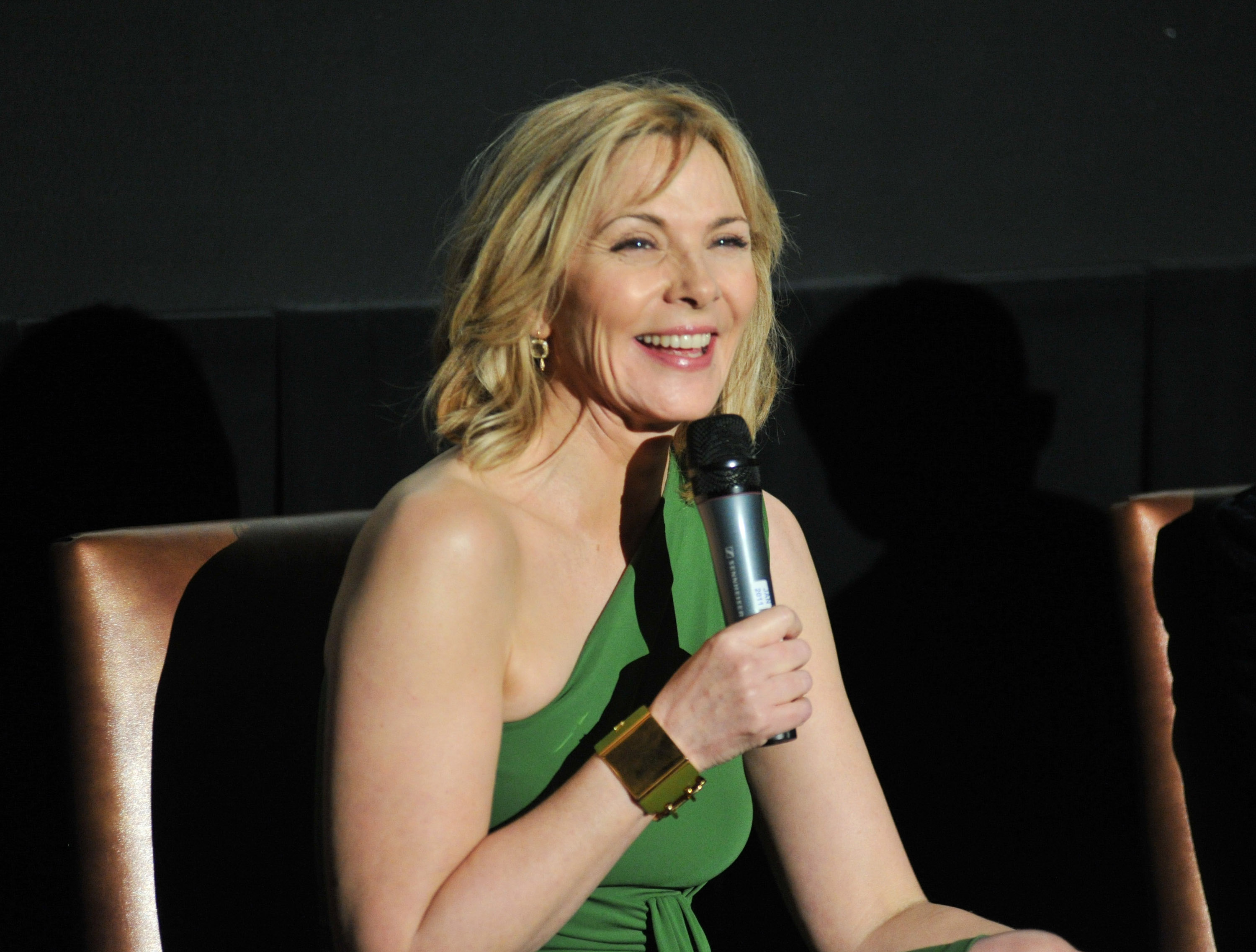
2011年

キャトラルは3回の結婚歴がある。最初の夫ラリー・デイビスとは1977年に結婚し、1979年に離婚。その後、アンドレJ・ライソンと1982年に再婚し、1989年に離婚。ライソンとはフランクフルトに住んでおり、ドイツ語を学んで流暢に喋れていたが、キャトラルは年月がだいぶ経ったためドイツ語を忘れてしまったと述べている。
1998年から2004年までオーディオ・デザイナーのマーク・レヴィンソンと結婚していた。2人は2004年に共著『サティスファクション-究極の愛の芸術』を発表した。
また、キャトラルは過去にカナダ首相ピエール・トルドー、ヒューストン・ロケッツのスター選手カッティノ・モブリー、ダニエル・ベンザリ、ミュージシャンのジェラルド・キャセール（ニューウェーブグループ、ディーヴォのメンバー）、フランスの哲学者ベルナール＝アンリ・レヴィ、俳優のアレクサンダー・シディグと交際していた。彼女は現在、ニューヨーク市、イーストハンプトンに住んでいる。
2009年8月に出演したBBCの番組『Who Do You Think You Are?』の中で、祖父ジョージ・ボーに関する不快な事実が分かったと告白した。ボーは妻と当時8歳のキャトラルの母、2人の妹を含む家族を捨てて姿を消した。次の年にボーはダラム郡で、新しい妻イザベラ・オリバーと再婚した（重婚）。そして、イザベラとの間に4人の子供を儲けた。1961年にオーストラリアに移住して郵便局長として働き、定年後1974年に亡くなった。
ルネサンス期の名画を保護する運動の資金集めの一環として、ある写真家が現代人を使ってこの名画を再現した際、キムが裸体のダイアナ役を引き受けた。2008年当時52歳であった彼女のヌードは他の20代のモデルに囲まれても全く引けを取らないと絶賛された。
NHLのバンクーバーカナックスの大ファンでもあり試合会場で応援しているところをよく目撃される。

## 主な出演作品

### 映画
| 公開年 | 邦題 原題                                                          | 役名                         | 備考       |
| ------ | ------------------------------------------------------------------ | ---------------------------- | ---------- |
| 1975   | ローズバッド Rosebud                                               | ジョイス・ドノヴァン         |            |
| 1977   | 降霊術師ケミスラー エクソシスト Good Against Evil                  | リンデイ                     | テレビ映画 |
| 1977   | 炎の復讐 Deadly Harvest                                            | スーザン・フランクリン       |            |
| 1979   | 自由と愛の大地 The Rebels                                          |                              | テレビ映画 |
| 1979   | クロスバー Crossbar                                                | ケイティ・バーロウ           | テレビ映画 |
| 1980   | マイ・ハート マイ・ラブ Tribute                                    | サリー・ヘインズ             |            |
| 1981   | ポーキーズ Porky's                                                 | ハニーウェル                 |            |
| 1984   | ポリスアカデミー Police Academy                                    | カレン・トンプソン           |            |
| 1984   | スキャンダル・ゲーム Sins of the Past                              | ポーラ・ベネット             | テレビ映画 |
| 1984   | SF/攻防都市 City Limits                                            | ウィッキングス               |            |
| 1985   | ターク182 Turk 182!                                                | ダニー                       |            |
| 1985   | ホールド・アップ Hold-Up                                           | リーズ                       |            |
| 1986   | ゴーストハンターズ Big Trouble in Little Chia                      | グレイシー・ロウ             |            |
| 1987   | マネキン Mannequin                                                 | エミー                       |            |
| 1988   | パレ・ロワイヤル Palais Royale                                     | オデッサ                     |            |
| 1988   | マスカレード/甘い罠 Masquerade                                     | ブルック・モリソン           |            |
| 1988   | ミッドナイト・クロッシング Midnight Crossing                       | アレクサ                     |            |
| 1988   | 新・三銃士/華麗なる勇者の冒険 The Return of the Musketeers         | ジャスティン・ド・ウィンター |            |
| 1990   | 虚栄のかがり火 The Bonfire of the Vanities                         | ジュディ・マッコイ           |            |
| 1991   | スタートレックVI 未知の世界 Star Trek VI: The Undiscovered Country | ヴァレリス中尉               |            |
| 1992   | スプリット・セカンド Split Second                                  | ミシェル                     |            |
| 1992   | 二重の鏡像 Double Vision                                           | キャロライン／リサ           | テレビ映画 |
| 1993   | レディ・ウェポン Running Delilah                                   | デライラ                     | テレビ映画 |
| 1994   | サスペクト Breaking Point                                          | アリソン・メドウズ           |            |
| 1995   | オプ・センター OP Center                                           | ジェーン・フッド             | テレビ映画 |
| 1995   | 偽証 Above Suspicion                                               | ゲイル                       |            |
| 1995   | ハイジ・クロニクル／明日を信じて The Heidi Chronicles              | スーザン                     | テレビ映画 |
| 1995   | 青い体験 Live Nude Girls                                           | ジェイミー                   |            |
| 1996   | アンフォゲタブル Unforgettable                                     | ケリー                       |            |
| 1996   | TOO BEAUTIFUL TO KILL Where Truth Lies                             | ラケル・チャンバース         |            |
| 1997   | EXCEPTION/殺意のダイヤモンド Exception to the Rule                 | カーラ                       |            |
| 1997   | インヴェイジョン～侵略～ Invasion                                  | シェイラ・モーラン           | テレビ映画 |
| 1998   | D.N.A.III PETER BENCHLEY'S CREATURE Creature                       | アマンダ・メイソン           | テレビ映画 |
| 1998   | ベイビー・トーキング Baby Geniuses                                 | ロビン                       |            |
| 1999   | 36時間 36 Hours to Die                                             | キム・ストーン               | テレビ映画 |
| 2001   | 15ミニッツ 15 Minutes                                              | カサンドラ                   |            |
| 2002   | ノット・ア・ガール Crossroads                                      | ルーシーの母                 |            |
| 2005   | アイス・プリンセス Ice Princess                                    | ティナ・ハーウッド           |            |
| 2007   | ダニエル・ラドクリフの マイ・ボーイ・ジャック My Boy Jack          | キャロライン・キプリング     | テレビ映画 |
| 2008   | セックス・アンド・ザ・シティ Sex and the City                      | サマンサ・ジョーンズ         |            |
| 2010   | ゴーストライター The Ghost Writer                                  | アメリア・ブライ             |            |
| 2010   | 憧れのモニカ・ヴェロア Meet Monica Velour                          | モニカ・ヴェロア             |            |
| 2010   | セックス・アンド・ザ・シティ2 Sex and the City 2                   | サマンサ・ジョーンズ         |            |
| 2019   | Horrible Histories: The Movie - Rotten Romans                      | 小アグリッピナ               |            |
| 2023   | About My Father                                                    | ティガー                     |            |

### テレビシリーズ
| 放映年    | 邦題 原題                                                                          | 役名                         | 備考                                                           |
| --------- | ---------------------------------------------------------------------------------- | ---------------------------- | -------------------------------------------------------------- |
| 1978      | 刑事コロンボ Columbo                                                               | ジョアンナ・ニコルズ         | エピソード『攻撃命令』                                         |
| 1979      | チャーリーズ・エンジェル Charlie's Angels                                          | シャロン・ローズ・ケラーマン | 1エピソード                                                    |
| 1993      | ワイルド・パームス Wild Palms                                                      | ペイジ・カッツ               | ミニシリーズ                                                   |
| 1998-2004 | セックス・アンド・ザ・シティ Sex and the City                                      | サマンサ・ジョーンズ         | 94エピソード                                                   |
| 2004,2009 | ザ・シンプソンズ The Simpsons                                                      |                              | 声の出演                                                       |
| 2011      | Producing Parker                                                                   | ディー                       | 17エピソード                                                   |
| 2014–2016 | Sensitive Skin                                                                     | Davina Jackson               | メインキャスト、12エピソード                                   |
| 2016      | The Witness for the Prosecution                                                    | Emily French                 |                                                                |
| 2017      | 犯罪心理分析官 インゲルヴィーク 消えた大統領 Modus                                 | 大統領ヘレン・タイラー       |                                                                |
| 2018–2019 | Tell Me a Story                                                                    | コリーン・パウエル           | メインキャスト                                                 |
| 2020      | Filthy Rich                                                                        | マーガレット役               | メインキャスト、10エピソード、エグゼクティブプロデューサー兼任 |
| 2022      | New York: World's Richest City                                                     | ナレーション                 | ドキュメンタリーシリーズ                                       |
| 2022      | Queer as Folk                                                                      | ブレンダ                     | 準レギュラー                                                   |
| 2022–2023 | How I Met Your Father                                                              | フューチャー・ソフィー       | ナレーター                                                     |
| 2023      | Glamorous                                                                          | マドリン・アビンソン         | メインキャスト                                                 |
| 2023      | 『AND JUST LIKE THAT... / セックス・アンド・ザ・シティ新章』 And Just Like That... | サマンサ・ジョーンズ         | Episode: "The Last Supper Part Two: Entree" カメオ出演         |